# Errachidia

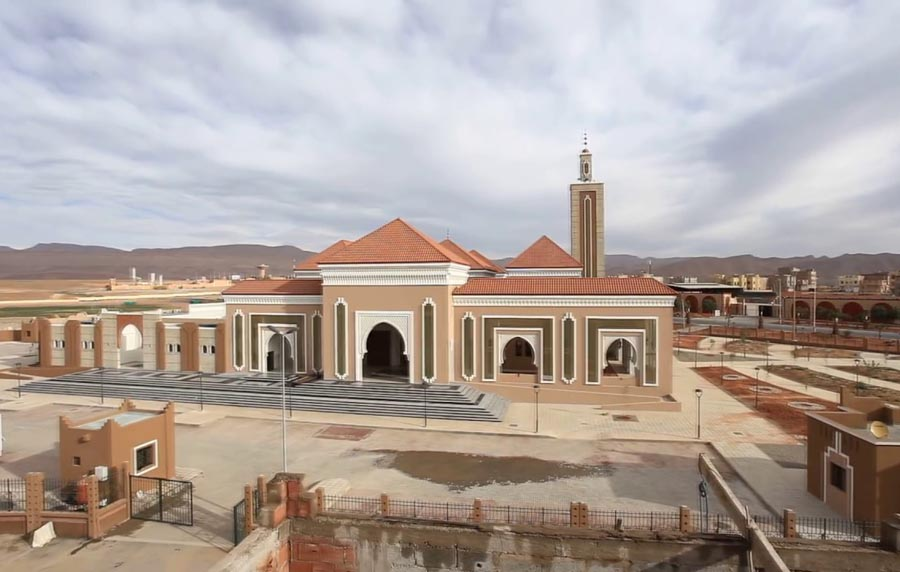
Errachidia – neue Moschee

Die knapp 100.000 Einwohner zählende Stadt Errachidia (auch Er Rachidia geschrieben; arabisch الرشيدية, DMG ar-Rašīdīya, Zentralatlas-Tamazight ⵉⵎⵜⵖⵔⵏ Imetɣern; alter Name Ksar Es-Souk arabisch قصر السوق, DMG Qaṣr as-sūq) ist die Hauptstadt der Provinz Errachidia in der südmarokkanischen Region Drâa-Tafilalet.

## Lage und Klima
Errachidia liegt südlich des Hohen Atlas am Oued Ziz in ca. 1000 bis 1030 m Höhe im Norden der historisch bedeutsamen Oasenregion des Tafilalet im Südosten Marokkos. Die Entfernungen nach Fès und Meknès betragen etwa 340 bzw. 330 km; die touristisch bedeutsameren Städte Erfoud und Rissani befinden sich etwa 78 km bzw. 95 km südlich von Errachidia. Das Klima ist trocken und warm; Regen (ca. 125 mm/Jahr) fällt nahezu ausschließlich in den Wintermonaten.

## Bevölkerung
| Jahr      | 1994   | 2004   | 2014   | 2024   |
| Einwohner | 62.542 | 76.759 | 92.374 | 97.684 |

Die Bevölkerung der Stadt ist in der zweiten Hälfte des 20. Jahrhunderts durch Zuwanderung aus den umliegenden Berg- und Wüstenregionen enorm gewachsen.

## Wirtschaft
Errachidia ist Kreuzungspunkt der Nord-Süd-Verbindung Fès–Rissani (N13) und der West-Ost-Verbindung Ouarzazate–Figuig (N10). Die Einwohner leben im Wesentlichen vom Kleinhandel sowie von Handwerk und Dienstleistungen und von der hier stationierten Garnison.

## Geschichte
Die bereits lange existierende und am wichtigen Karawanenweg zwischen Sijilmassa und Fès gelegene kleine Oasensiedlung Ksar Es-Souk wurde im Jahre 1916 von den französischen Kolonialherren zu einer Garnisonsstadt ausgebaut und mit einem Netz von geradlinig verlaufenden Straßen versehen. Gegen Ende des Zweiten Weltkriegs richteten die Franzosen hier ein Kriegsgefangenenlager für 1.500 deutsche Unteroffiziere ein. 1976, also zwanzig Jahre nach der Unabhängigkeit Marokkos im Jahre 1956, wurde die Stadt von König Hassan II. zu Ehren Moulay Rachids, des jüngeren Bruders des designierten Thronfolgers Prinz Mohammed VI., in „Er Rachidia“ umbenannt.

## Ortsbild

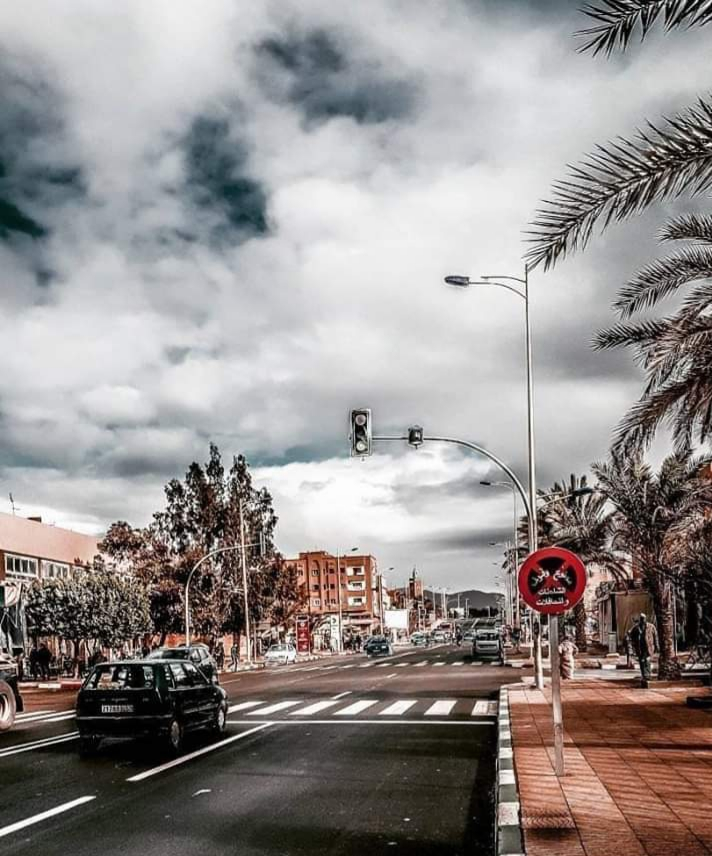
Errachidia – Ortsbild

Das koloniale Straßennetz Errachidias wurde nach der marokkanischen Unabhängigkeit weiter ausgebaut und mit rotverputzten Häusern aus Hohlblocksteinen sowie betonierten Treppen und Decken gesäumt. Die meisten Häuser sind zumeist zwei- oder dreigeschossig und haben eine Dachterrasse; das Erdgeschoss dient in vielen Fällen als „Garage“ bzw. Lagerraum und als kleines Geschäft – nicht selten werden hier auch Hühner gehalten.

## Sehenswürdigkeiten
- Die Stadt selbst bietet – außer dem etwas versteckt gelegenen alten Ksar mit seinen teilweise überbauten Wegen – nur wenige touristische Attraktionen: In erster Linie zu nennen ist das Sijilmassa-Museum (Musée Sijilmassa)[3] mit Fotos der alten Karawanenstadt, Textilien, Gebrauchsgegenständen sowie einer schönen Sammlung von beschnitzten Holztüren der Berber.
- Die Grundsteinlegung zur neuen Moschee (Mosquée Mohammed VI) erfolgte im Oktober 2009.

Umgebung
- Nur wenige Kilometer nördlich von Errachidia liegen ein vom Oued Ziz gespeister Stausee (Barrage Hassan Addakhil) und die reizvolle Oasenlandschaft mit der eindrucksvollen Schlucht des Oued Ziz (Gorges du Ziz).
- Etwa 15 km südöstlich der Stadt befindet sich die „Blaue Quelle von Meski“ (Source bleue de Meski) mit einem kleinen, während der Kolonialzeit für die Soldaten der Fremdenlegion angelegten Schwimmbad, das heutzutage vor allem von Marokkanern aufgesucht wird.

## Söhne und Töchter der Stadt
- Abdalaati Iguider (* 1987), marokkanischer Mittelstreckenläufer